# 17734 Boole
17734 Boole è un asteroide della fascia principale. Scoperto nel 1998, presenta un'orbita caratterizzata da un semiasse maggiore pari a 2,4094913 UA e da un'eccentricità di 0,1001927, inclinata di 2,10287° rispetto all'eclittica.